# Weekend FM

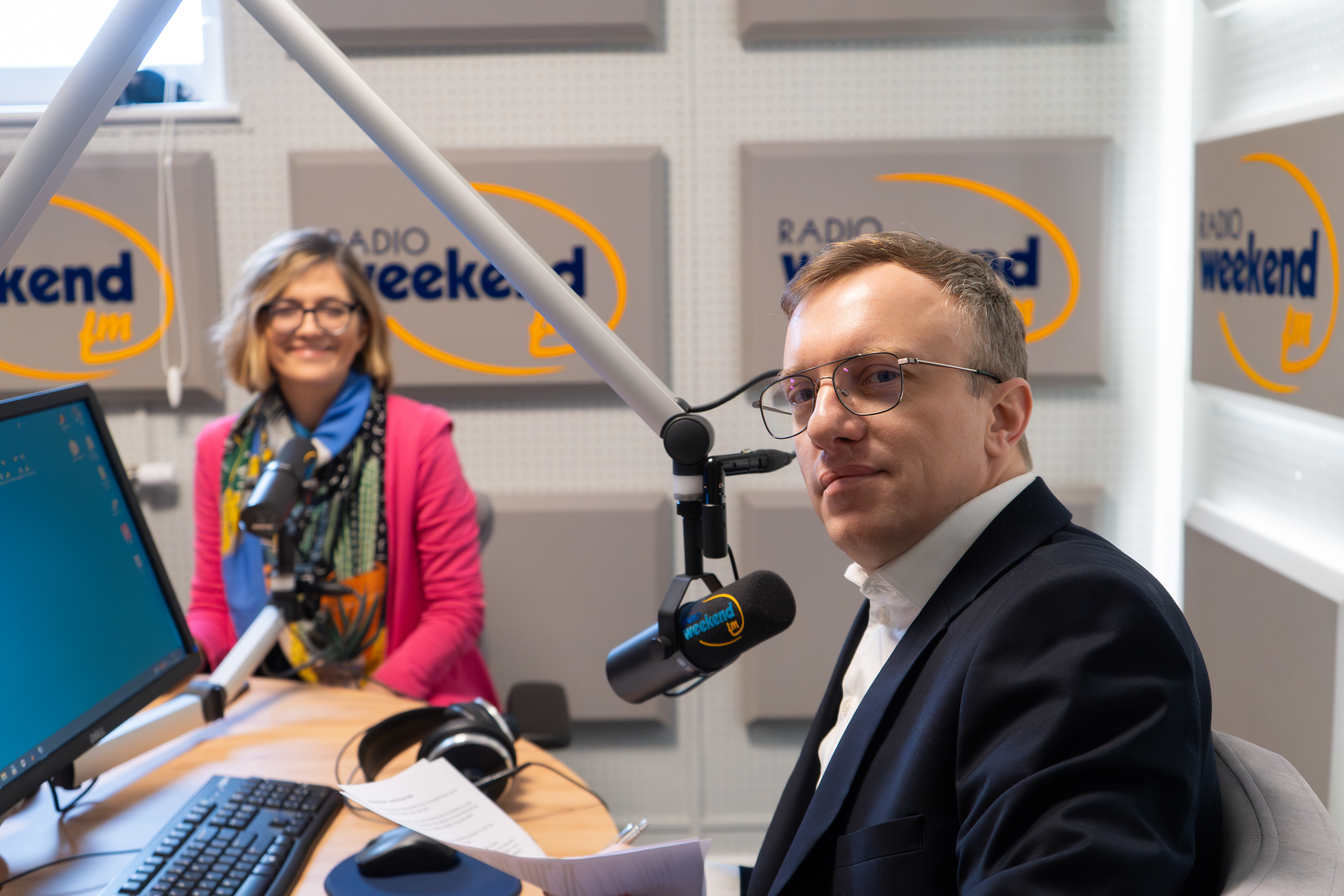
Studio radia Weekend FM

Weekend FM – polska komercyjna stacja radiowa nadająca w Chojnicach w woj. pomorskim. Jedna z pierwszych komercyjnych rozgłośni radiowych w kraju. Emisję rozpoczęła w 1992 roku w Chojnicach. Koncesję na nadawanie uzyskała w 1994 roku.
Początkowo rozgłośnia nadawała tylko w weekendy, stąd też pochodzi nazwa stacji, Radio Weekend. Dziś radio nadaje przez 24 godziny na dobę. Program stacji ma charakter lokalny-uniwersalny i skierowany jest przede wszystkim do mieszkańców powiatów chojnickiego, człuchowskiego, bytowskiego, kościerskiego, sępoleńskiego oraz tucholskiego. W listopadzie 2017 roku KRRiT wyraziła zgodę na zmianę nazwy programu z "Radio Weekend" na "WEEKEND FM".

## Stacje nadawcze
- Chojnice 99,3 MHz
- Bytów 105,8 MHz
- Miastko 87,8 MHz
- Kościerzyna 91,7 MHz
- Sępólno Krajeńskie 92,6 MHz